# Подгруппа Ивахори
Подгруппа Ивахори — это подгруппа редуктивной алгебраической группы над локальным полем, которая аналогична борелевской подгруппе алгебраической группы. Парахорическая подгруппа — это подгруппа, которая является конечным объединением двойных смежных классов подгрупп Ивахори, так что она является аналогом борелевской подгруппы алгебраической группы. Группы Ивахори названы именем по имени Нагаёси Ивахори, а термин "парахорическая" является слиянием слов «параболическая» и «Ивахори». Ивахори и Мацумото изучали подгруппы Ивахори для групп Шевалле над p-адическими полями, а Брюа и Титс расширили их труд на более общие группы. 
Грубо говоря, подгруппа Ивахори алгебраической группы G(K) для локального поля K с целыми O и полем вычетов k является обратным отображением в G(O) подгруппы Бореля группы G(k).
Редуктивная группа над локальным полем имеет систему Титса (B,N), где B является парахорической группой, а группа Вейля системы Титса является аффинной группой Коксетера.